# Алиева, Сабира Аллахверди кызы
Сабира Аллахверди кызы Алиева (азерб. Səbirə Allahverdi qızı Əliyeva; 25 сентября 1995 Баку) — азербайджанская женщина-борец вольного стиля, призёр чемпионата Европы и Исламских игр солидарности.

## Спортивная карьера
В августе 2012 года стала чемпионкой мира среди кадетов в Баку. В июле 2013 года в Скопье стала чемпионкой Европы среди юниоров. В 2017 году на Исламских играх солидарности заняла второе место, проиграв в финале турчанке Адар Ясемин. В мае 2018 года на чемпионате Европы в Каспийске одолев украинку Ирину Пасичник, завоевала бронзовую медаль. В июне 2018 года на молодёжном чемпионате Европы до 23 лет в Стамбуле уступила в схватке за бронзу норвежке Иселин Солхейм. В феврале 2020 года выступила неудачно на чемпионате Европы в Риме, выбыл на стадии 1/4 финала.

## Спортивные результаты
- Чемпионат мира среди кадетов 2012 — ;
- Чемпионат Европы среди юниоров 2013 — ;
- Чемпионат мира среди юниоров 2013 — ;
- Чемпионат мира среди юниоров 2014 — ;
- Чемпионат Европы по борьбе U23 2015 — 5;
- Чемпионат Европы среди юниоров 2015 — ;
- Чемпионат мира среди юниоров 2015 — ;
- Исламские игры солидарности 2017 — ;
- Чемпионат Европы по борьбе 2018 — ;
- Чемпионат Европы по борьбе U23 2018 — 5;
- Чемпионат мира по борьбе 2018 — 22;
- Чемпионат Европы по борьбе 2019 — 8;
- Европейские игры 2019 — 5;
- Чемпионат мира по борьбе 2019 — 16;
- Чемпионат Европы по борьбе 2020 — 10;